# Apoleon edax
Apoleon edax är en skalbaggsart som beskrevs av Henry Stephen Gorham 1885. Apoleon edax ingår i släktet Apoleon och familjen kapuschongbaggar. Inga underarter finns listade i Catalogue of Life.

## Bildgalleri

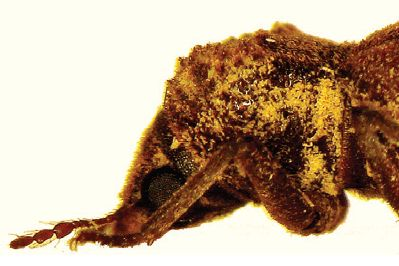
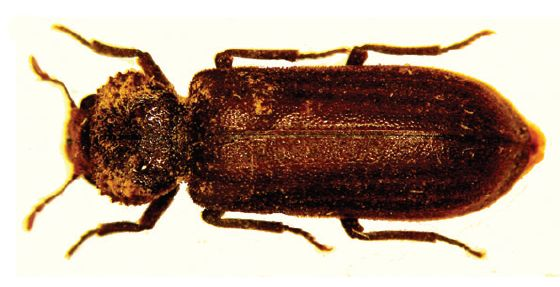
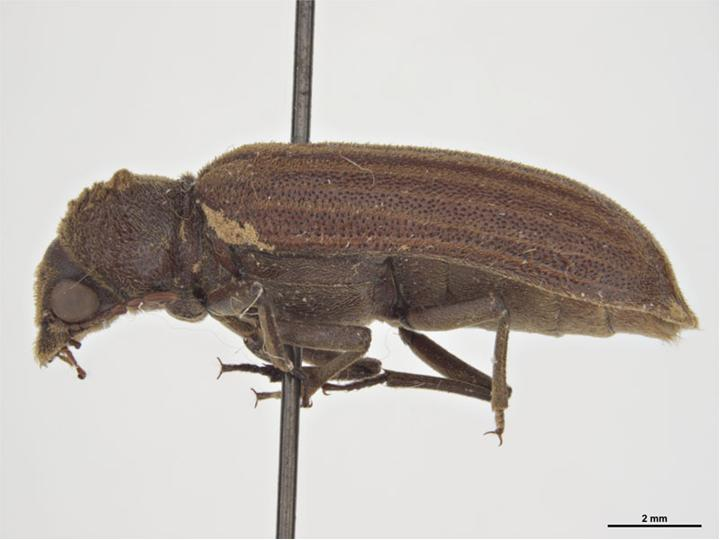